# Pthread
POSIX Threads або pthreads — стандарт POSIX реалізації потоків виконання, який визначає API для створення та управління ними.
Бібліотеки, які реалізують цей стандарт та його функції, звичайно називаються pthreads. Найширше використовуються у Unix-подібних операційних системах, як от Linux чи Solaris, також існує реалізація для Microsoft Windows (Pthreads-w32).

## Вміст
Pthreads визначає набір типів даних, функцій і констант в форматі мови програмування C. Вони описані в файлі заголовку pthread.h і реалізовані у вигляді бібліотеки. 
Всі процедури Pthreads мають назви з префіксом pthread_ і можуть бути розділені на 4 категорії за призначенням:
- Управляння потоками — створення, об'єднання потоків та ін.;
- М'ютекси;
- Умовні змінні;
- Синхронізація потоків з використанням блокування (lock) і бар'єрів (barriers) читання/запису даних.

POSIX API для семафорів працює з потоками POSIX, але не є частиною стандарту роботи з потоками, визначається в додатковому стандарті POSIX.1b, Real-time extensions (IEEE Std 1003.1b-1993). Всі процедури для роботи з семафорами, відповідно, мають префікс sem_ замість pthread_.

### Основні функції стандарту
- Типи даних:
  - pthread_t: дескриптор потоку
  - pthread_attr_t: набір атрибутів потоку
- Функції управління потоками:
  - pthread_create(): створення потоку
  - pthread_exit(): завершення потоку
  - pthread_cancel(): відміна потоку
  - pthread_join(): блокування потоку до завершення іншого потоку, вказаного у виклику функції
  - pthread_detach(): звільнити ресурси зайняті потоком (якщо потік виконується, звільнення ресурсів відбудеться після його завершення)
  - pthread_attr_init(): ініціалізація структури атрибутів потоку
  - pthread_attr_setdetachstate(): вказівка системі, що вона після завершення потоку може звільнити ресурси, зайняті потоком
  - pthread_attr_destroy(): звільнення пам'яті від структури атрибутів потоку (знищити дескриптор)
- Функції синхронізації потоків:
  - pthread_mutex_init(), pthread_mutex_destroy(), pthread_mutex_lock(), pthread_mutex_trylock(), pthread_mutex_unlock(): за допомогою м'ютексів
  - pthread_cond_init(), pthread_cond_signal(), pthread_cond_wait(): за допомогою умовних змінних

## Приклад
Приклад використання POSIX потоків.
```
#include
 
<stdio.h>

#include
 
<stdlib.h>

#include
 
<pthread.h>

 

#define THREADS_MAX 4

void
 
*
function
(
void
 
*
param
)

{

       
int
 
id
 
=
 
(
int
)
param
;

       
int
 
i
,
 
loops
 
=
 
10
;

       
for
(
i
 
=
 
0
;
 
i
 
<
 
loops
;
 
i
++
)

       
{

               
printf
(
"thread %d: loop %d
\n
"
,
 
id
,
 
i
);

       
}

       
pthread_exit
(
NULL
);

}

int
 
main
(
void
)

{

       
pthread_t
 
threads
[
THREADS_MAX
];

       
int
 
i
;

       
printf
(
"pre-execution
\n
"
);

       
for
 
(
i
 
=
 
0
;
 
i
 
<
 
THREADS_MAX
;
 
i
++
)

       
{

               
pthread_create
(
&
threads
[
i
],
 
NULL
,
 
function
,
 
(
void
 
*
)
i
);

       
}

       
printf
(
"mid-execution
\n
"
);

       
for
 
(
i
 
=
 
0
;
 
i
 
<
 
THREADS_MAX
;
 
i
++
)

       
{

               
pthread_join
(
threads
[
i
],
 
NULL
);

       
}

       
printf
(
"post-execution
\n
"
);

       
return
 
EXIT_SUCCESS
;

}

```

## Дивись також
- Нить
- OpenMP
- Native POSIX Thread Library (NPTL)
- GNU Portable Threads